# Hohorai
Hohorai ist ein osttimoresischer Suco im Verwaltungsamt Laclo (Gemeinde Manatuto).

## Geographie
Vor der Gebietsreform 2015 hatte Hohorai eine Fläche von 51,29 km². Nun sind es 36,43 km². Der Suco liegt im Norden des Verwaltungsamts Laclo. Nördlich und östlich befindet sich der Suco Lacumesac, südlich der Suco Uma Naruc. Im Nordwesten grenzt Hohorai an das zur Gemeinde Dili gehörende Verwaltungsamt Metinaro mit seinem Suco Wenunuc und im Westen an das zur Gemeinde Aileu gehörende Verwaltungsamt Remexio mit seinem Sucos Liurai, Tulataqueo und Faturasa.
Durch den Norden von Hohorai fließt der Fluss Lihobani in den der aus Remexio kommende Cihohani mündet. Zuvor fließt der aus Wenunuc kommende Beruhunatan in den Cihohani. Der Lihobani fließt dann weiter Richtung Osten nach Lacumesac, wie auch die weiter südlich in Hohorai entspringenden Flüsse Hutossi, Ueseic und Sarlolao. Der Südgrenze folgt der Lohun, in den der Kumalus mündet, der ein Stück der Grenze zu Lacumesac folgt. Alle Flüsse sind Teil des Systems des Nördlichen Laclós.
Durch den Süden führt die Überlandstraße, die die Orte Laclo und Remexio miteinander verbindet. An ihr liegen die Orte Uniabeuk (Umaheuk), Anicolaun (Anicalau) und Sabomata (Sabu-Mata). Die Straße durchquert Hohorai nochmals an seiner östlichsten Spitze. Hier liegt das Dorf Reabuticeon. Nah dem Fluss Hutossi befindet sich der Ort Rehatu, weiter südlich am Ueseic, das Dorf Robai. An der Westgrenze liegt der Ort Hatu Ermera (Hatomera). In Hatu Ermera gibt es eine Grundschule (Escola Primaria Hohorai) und eine medizinische Station. Reabuticeon hat einen Kindergarten.
Im Suco befinden sich die vier Aldeias Anicolaun, Hatu Ermera, Hatanaun und Miri Huhun.

## Einwohner
Im Suco leben 1.574 Einwohner (2022), davon sind 793 Männer und 781 Frauen. Im Suco gibt es 243 Haushalte. Fast 99 % der Einwohner geben Mambai als ihre Muttersprache an. Eine kleine Minderheit spricht Tetum Prasa.

## Geschichte
Bei den Präsidentschaftswahlen in Osttimor 2007 drohten die Wahlscheine im Wahlbüro in der Grundschule auszugehen. Ein Hubschrauber musste zusätzliche Wahlscheine aus Dili einfliegen.

## Politik
Bei den Wahlen von 2004/2005 wurde Francisco Inacio Soares zum Chefe de Suco gewählt. Bei den Wahlen 2009 gewann Ronaldo Albino Soares und wurde 2016 in seinem Amt bestätigt.

## Wirtschaft
Bei Hatu Ermera gibt es ein Vorkommen an Gabbro.